# هاتوری توموسادا
هاتّوری توموسادا (به ژاپنی: 服部 友貞 Hattori Tomosada) مرگ ۱۵۶۸ میلادی، وی از اهالی ولایت اُواری بود. ابتدا وی به خاندان شیبا خدمت می‌کرد. هنگامی که خاندان شیبا قدرت خود را از دست داد وی با اودا نوبوناگا وارد جنگ شد. وی در جنوب شهر تسوشیما دارای قدرت بود و با معبد گانشو که وابسته به معبد هونگان بود رابطه همکاری داشت. منطقه وی حتی زمانی که نوبوناگا بر تمام ولایت اُواری تسلط پیدا کرده بود همچنان مستقل باقی مانده بود.
در طی نبرد اوکه‌هازاما توموسادا به خدمت خاندان ایماگاوا درآمد و واحد کوچکی را در این جنگ رهبری کرد. در آغاز سال ۱۵۶۸ میلادی هنگامی که برای تبریک سال نو به قلعه کیتاباتاکه تومونوری می‌رفت توسط سپاه اودا نوبوناگا دستگیرشده و سپس وادار به هاراکیری شد.